# Самурская
Саму́рская — станица в Апшеронском районе Краснодарского края России. Входит в состав Новополянского сельского поселения.

## География
Станица расположена на правом берегу реки Пшеха. Железнодорожная станция Самурская была на узкоколейной железной дороге расположена на левом берегу реки — в посёлке Новые Поляны.

### Улицы
| - пер. Тихий, - ул. Заречная, - ул. Комсомольская, - ул. Красноармейская, - ул. Ленина, - ул. Партизанская, - ул. Первомайская, | - ул. Пионерская, - ул. Привокзальная, - ул. Приречная, - ул. Прусакова, - ул. Тихая, - ул. Тоннельная 1-я, - ул. Тоннельная 2-я, - ул. Широкая |

## История
Станица основана в 1863 году. Входила в Майкопский отдел Кубанской области.

## Население
| 2002 | 2010 |
| ---- | ---- |
| 251  | ↗323 |

## Транспорт
Апшеронская узкоколейная железная дорога — крупнейшая горная узкоколейная железная дорога на территории России.
Линия в районе станции Самурская разобрана в 2010 году.